# Campeonato de Irlanda de Rugby 1997-98
El Campeonato de Rugby de Irlanda (oficialmente All-Ireland League) de 1997-98 fue la octava edición del principal torneo de rugby de la Isla de Irlanda, el torneo que agrupa a equipos tanto de la República de Irlanda como los de Irlanda del Norte.

## Sistema de disputa
Cada equipo disputó encuentros frente a cada uno de los rivales a una sola ronda, totalizando 13 partidos.
Luego de la fase regular los cuatro mejores clasificados disputaron una semifinal enfrentándose el primer clasificado frente al cuarto y el segundo frente al tercero.
Los últimos tres clasificados descendieron a segunda división, mientras que el equipo que finalizó en la 11° posición disputó la promoción frente a un equipo de segunda división.
Puntuación
Para ordenar a los equipos en la tabla de posiciones se los puntuará según los resultados obtenidos.
- 2 puntos por victoria.
- 1 puntos por empate.
- 0 puntos por derrota.

## Clasificación
| Pos. | Equipo             | Encuentros | Encuentros | Encuentros | Encuentros | Tantos | Tantos | Tantos | Puntos |
| Pos. | Equipo             | PJ         | PG         | PE         | PP         | F      | C      | Dif    | Puntos |
| ---- | ------------------ | ---------- | ---------- | ---------- | ---------- | ------ | ------ | ------ | ------ |
| 1.º  | Shannon RFC        | 13         | 12         | 0          | 1          | 367    | 142    | +225   | 24     |
| 2.º  | Garryowen          | 13         | 9          | 1          | 3          | 360    | 224    | +136   | 19     |
| 3.º  | Young Munster      | 13         | 9          | 1          | 3          | 224    | 176    | +48    | 19     |
| 4.º  | St. Mary's College | 13         | 9          | 0          | 4          | 409    | 274    | +135   | 18     |
| 5.º  | Cork Constitution  | 13         | 8          | 0          | 5          | 289    | 217    | +72    | 16     |
| 6.º  | Ballymena          | 13         | 7          | 0          | 6          | 344    | 287    | +57    | 14     |
| 7.º  | Clontarf           | 13         | 7          | 0          | 6          | 276    | 266    | +10    | 14     |
| 8.º  | Terenure College   | 13         | 5          | 1          | 7          | 241    | 262    | -21    | 11     |
| 9.º  | Lansdowne          | 13         | 4          | 2          | 7          | 264    | 328    | -64    | 10     |
| 10.º | Blackrock College  | 13         | 4          | 1          | 8          | 249    | 326    | -77    | 9      |
| 11.º | Dungannon          | 13         | 4          | 0          | 9          | 239    | 309    | -70    | 8      |
| 12.º | Dolphin            | 13         | 3          | 2          | 8          | 227    | 345    | -118   | 8      |
| 13.º | Old Crescent       | 13         | 4          | 0          | 9          | 168    | 298    | -130   | 8      |
| 14.º | Old Belvedere      | 13         | 2          | 0          | 11         | 208    | 431    | -223   | 4      |

## Fase final

### Semifinales
| 18 de abril de 1998 | Shannon | 28 - 21 | St. Mary's College |  |  |

| 19 de abril de 1998 | Garryowen | 24 - 10 | Young Munster |  |  |

### Final
| 25 de abril de 1998 | Shannon RFC | 15 - 9 | Garryowen |  |  |

| Bandera de Irlanda  |
| Campeón Shannon RFC |
| Cuarto título       |

## Promoción
| 18 de abril de 1998 | Buccaneers | 11 - 17 | Dungannon |  |  |

| 24 de abril de 1999 | Dungannon | 10 - 27 | Buccaneers |  |  |

- Buccaneers asciende de categoría para la próxima temporada.